# Carex trinervis
Carex trinervis là một loài thực vật có hoa trong họ Cói. Loài này được Degl. mô tả khoa học đầu tiên năm 1807.

## Hình ảnh

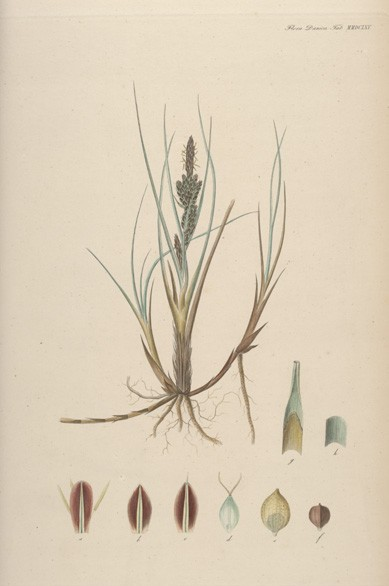